# Beris hauseri
Beris hauseri är en tvåvingeart som beskrevs av Stuke 2004. Beris hauseri ingår i släktet Beris och familjen vapenflugor. Arten är reproducerande i Sverige. Inga underarter finns listade i Catalogue of Life.